# Brachyhypopomus jureiae
Brachyhypopomus jureiae är en fiskart som beskrevs av Triques och Khamis 2003. Brachyhypopomus jureiae ingår i släktet Brachyhypopomus och familjen Hypopomidae. Inga underarter finns listade.